# 角川プロダクション
株式会社角川プロダクション（かどかわプロダクション、KADOKAWA PRDUCTION Co., Ltd）は、KADOKAWAグループに属する各社のライセンス管理・営業を行っていた日本の企業。

## 沿革
2007年（平成19年）4月2日に角川書店より分社する形で角川グループホールディングスが50%、角川書店、角川映画（2011年に角川書店へ吸収合併）、富士見書房、アスキー・メディアワークス、エンターブレインが各10%を出資して設立された。
2008年（平成20年）にはアミューズメントメディア総合学院系列の芸能事務所・トライアルプロダクションに50%を出資して同学院との合弁会社、プロダクション・エースとしてマネージメント事業に進出。
設立当初は角川書店社長・井上伸一郎が角川プロダクションの社長職を兼務していたが、2010年（平成22年）には玩具メーカー・タカラ（現：タカラトミー）元社長でテレビアニメ「トランスフォーマー」シリーズのプロデューサーを務めた経験を持つ奥出信行が第2代社長に就任した。
2013年（平成25年）10月1日、KADOKAWA（旧角川グループホールディングスより商号変更）へ吸収合併され、株式会社角川プロダクションの業務は株式会社KADOKAWA IP事業統括本部へ引き継がれた。